# أوردونيا
بلدية أوردونيا (بالإسبانية: Orduña) هي بلدية تقع في مقاطعة بيسكاي، التي تقع في منطقة الباسك شمالي إسبانيا.

## أعلام
- ليوبولدو مينينديث

## وصلات خارجية
- (بالإسبانية)